# Агашин, Денис Владимирович
Агашин Денис Владимирович (р. 8 декабря 1975, г.Сарапул, Удмуртской АССР, СССР) — ижевский предприниматель, меценат. Являлся Главой администрации города Ижевска с 2010 по 2015 год.

## Биография
Родился в городе Сарапуле в семье Владимира Ивановича Агашина, политика, занимавшего высокие должности в структуре региональной власти Удмуртской Республики. У Дениса Агашина есть младший брат Максим Агашин.
Первое образование – средне-специальное – получил в техникуме. В 1998 году окончил Удмуртский государственный университет по специальности «Финансы и кредит», кандидат экономических наук. Получил второе высшее образование по специальности “Муниципальная и государственная служба, кадровая политика”, а в 2019 году получил диплом MBA в Сколково.
1996 по 1998 год — специалист кредитного управления, экономист управления инвестиций и МБК Евроазиатского банка в городе Ижевске.
1998 по 2000 год — генеральный директор ЗАО «Межрегиональная финансовая компания „Альфа“» в городе Сарапул;
2000 года — коммерческий директор ОАО «Ижевский хлебозавод 3»;
2000 по 2003 год — генеральный директор хлебозавода.
2003 по 2009 год — генеральный директор ООО «Удмуртская хлебная компания».
2009 года — генеральный директор ООО «Удмуртский промышленный холдинг».
В 2005 году защитил диссертацию на тему: «Повышение эффективности кооперации в зернопродуктовом комплексе региона (на материалах Удмуртской республики)», получил учёную степень кандидата экономических наук.
2003-2012 гг – депутат Государственного совета Удмуртской Республики 3 и 4 созывов.
2008-2009 гг - Секретарь Политсовета Удмуртского регионального отделения партии “Единая Россия”..
2009-2010 гг. – министр транспорта Удмуртской Республики.
2010-2015 гг. – глава Администрации города Ижевска.
За вклад в развитие Удмуртской Республики награждён почётной грамотой правительства Удмуртской Республики.

## Политическая деятельность
Избирался депутатом Государственного Совета Удмуртской Республики 3-го и 4-го созывов.
С июня 2008 по 2009 год являлся Секретарем Политсовета Удмуртского регионального отделения партии «Единая Россия».
В 2009—2010 годах являлся министром транспорта и дорожного хозяйства Удмуртской Республики.  Был одним из самых молодых региональных министров России, заняв высокий пост в 34 года. Создавал министерство с нуля, выстраивая всю систему работы. При непосредственном участии Дениса Агашина Удмуртская Республика впервые вошла в федеральную программу «Сельские дороги», став вторым в России регионом по количеству отправленных заявок на ремонт сельских дорог. Также на посту министра транспорта и дорожного хозяйства чиновник участвовал в создании Дорожного Фонда России.
26 ноября 2010 года Городская дума Ижевска 30 голосами из 42 утвердила кандидатуру Дениса Агашина на пост Главы администрации столицы Удмуртии.
12 мая 2015 года подал в отставку по собственному желанию, заявив о намерении участвовать в осенних выборах депутатов Городской думы. Экс-чиновник баллотировался в качестве самовыдвиженца по 18-му Нефтяному округу, набрал 28,81% голосов, уступив кандидату от «Единой России».

## Итоги работы главой Администрации города Ижевска
Ижевск вошел в рейтинг самых быстрорастущих городов России. Городской бюджет показал устойчивый рост: в 2010 году собственных доходов было чуть больше 8 млрд руб, в 2014 году – 12 млрд рублей. Отмечен активный прирост населения, выросла рождаемость. За время работы Дениса Агашина в Ижевске построено 10 новых детских садов, два дошкольных детских учреждения реконструированы.
В городе появилось 40 километров велодорожек. Открыто 25 новых спортивных площадок. Построен и запущен в работу бассейн “Аквамарин”. Обустроены лыжные трассы в парке Кирова. Построен каток на Молодежной.
Впервые введены Правила благоустройства и создано Управление муниципальной милиции для контроля за соблюдением порядка и чистоты. Построена трехполосная улица Карла Маркса, которая значительно разгрузила соседние улицы. Восстановлено 10 тыс уличных фонарей. Выделены полосы для общественного транспорта. Особое внимание было уделено благоустройству парков и скверов: в порядок привели сквер Вишневый, территорию возле Администрации города, сквер на Коммунаров, подготовлена концепция благоустройства Центральной площади, проведена реконструкция воинского мемориала на Северном кладбище.
Выстроена доверительная и эффективная работа с общественными организациями. Запущена система городских советников: жители Ижевска, специалисты в своих сферах, становились активными участниками позитивных изменений в городе. Вопросы благоустройства дорог обсуждались с представителями общественной организации “Автомобилисты Удмуртии”. Была создана Ассоциация развития города Ижевска как площадка, объединяющая представителей органов власти, бизнеса, городских активистов и некоммерческих организаций, заинтересованных в реализации различных городских проектов. Для представителей старшего поколения запущен проект “Университет 55+”, в котором активные пенсионеры бесплатно получают знания в области компьютерной грамотности, учатся пользоваться  интернетом, занимаются спортом и творчеством, активно участвуют в жизни города.
В сфере культуры и молодежной политики: стартовала ежегодная общественная премия “Человек города”, открыта Арт-резиденция, Штаб городских проектов ЛИФТ, фестиваль “Читай, Ижевск!”, впервые Ижевск принимал гостей со всей России и мира на “Форуме Живых городов”. На набережной Ижевского пруда появились металлические скульптуры,  созданные в рамках “FerrumFest”.
Также по инициативе Дениса Агашина создан Музей города Ижевска, появились современные активности в библиотеках.

## Региональный оператор по обращению с ТКО
С 2019 года компания Дениса Агашина ООО “Спецавтохозяйство” является официальным региональным оператором по обращению с ТКО на территории Удмуртской Республики. Статус присвоен на 10 лет. За пять лет работы в этой сфере удалось навести порядок: закуплено 119 единиц новой техники, сейчас каждый второй мусоровоз в Удмуртии - новый.  Построено 3822 контейнерных площадки и закуплено 11800 новых баков. Реконструирован крупнейший полигон Удмуртии  “Чистый город”, внедрено экологическое образование  в школах и детских садах (детей и подростков обучают основам раздельного сбора мусора), установлено 1600 контейнеров для раздельного сбора мусора. Построено семь экодомов,  где жители региона могут сдать отходы и получить за это финансовое вознаграждение. Ликвидировано 389 старых свалок. Кроме того, был построен мусоросортировочный комплекс.
Сейчас ООО “Спецавтохозяйство” занимает пятое место в списке лучших регоператоров России и собрало множество наград:
В 2020 году – образовательный проект “Экочемоданчик для учителя” получил Национальную экологическую премию им. В.И. Вернадского. Номинация - “Экологическое образование в интересах устойчивого развития”;
В 2021 году – “Зелёная премия” ППК «Российский экологический оператор» - 5 место в рейтинге региональных операторов России;
В 2022 году – серия билбордов “Классики за раздельный сбор отходов” победила в конкурсе социальной рекламы "Чипчирган"; Зелёная премия” ППК “Российский экологический оператор” - 2 место в номинации "Просветительские проекты"
В 2023 году – премия “Твёрдые знаки” от издания “Коммерсантъ”. Номинация "Комфортная среда"; Зелёная премия” ППК “Российский экологический оператор” - 3 место в номинации “Инициативы отраслевых компаний”.

## Благотворительность и меценатство
Как представитель бизнеса Денис Агашин ведет активную благотворительную деятельность.
В селе Сигаево Сарапульского района в 2021 году построен храм в честь святого равноапостольного князя Владимира.
В ближайшее время у храма появится помещение для воскресной школы, которая откроет свои двери для учеников уже в 2024 году.
Денис Агашин полностью финансирует реализацию в Удмуртской Республике федерального проекта “Za самбо”. Из личных средств предпринимателя выплачивается заработная плата тренерам, финансируются спортивные мероприятия и отправка талантливых спортсменов региона на крупные соревнования.
По его инициативе новую жизнь обрели здания, расположенные на улице Горького, 86 и 88., которые является частью объекта культурного наследия регионального значения «Ансамбль купеческих зданий» XIX века.  Сейчас идет активная работа по разработке концепции наилучшего использования Генеральского дома.

## Реконструкция Генеральского дома
Генеральский дом принадлежит Администрации города Ижевска. В октябре 2023 года состоялся открытый конкурс на аренду памятника с обязательством осуществить реконструкцию дома, заявку подал один участник - ООО “Дом номер один” предпринимателя Дениса Агашина. Здание является объектом культурного наследия регионального значения. Стоимость контракта составила 8,4 млн руб в год.
В настоящий момент идут работы по созданию концепции наилучшего использования этого уникального объекта. Работу ведет проектный офис “Д1”, состоящий из специалистов по маркетингу, архитектуре и дизайну, работников музея Ижевска. Уже разработан сайт, группы в социальных сетях, логотип объекта, идет предпроектная аналитика и исследования. До конца 2024 года планируется представить общественности проект реконструкции с учетом нового наполнения пространства Первого дома в Ижевске.

## Скандал
27 октября 2011 года в интернете появился видеоролик, на котором заснято выступление Агашина перед ветеранскими организациями Ижевска 24 октября 2011 года. Запись сделали представители КПРФ и передали её Андрею Коновалу, замглавы удмуртского отделения партии «Патриоты России» (в рамках подписанного соглашения о совместной борьбе против партии власти), который и выложил ролик в сеть 28 октября вместе со стенограммой.
В ролике Агашин предлагает ветеранам голосовать «именно за Единую Россию», и объясняет, что от итогов голосования напрямую зависит финансирование региона, причем делает это в присутствии членов избирательной комиссии.

…Ленинский район получил всех больше, потому что лучше всех проголосовал за «Единую Россию». 75 млн руб. было выделено Ленинскому району, Октябрьскому — 40 с чем-то, Индустриальному — так же… Ещё раз повторю, что Ленинский район больше всех получил этих денег, только потому, что вы проголосовали и поддержали «Единую Россию», потому что распределяли именно так…— https://andrey-konoval.livejournal.com/77502.html

Если партия в том или ином районе наберет от 51 % до 54 %, я выхожу с предложением осуществить финансирование районного отделения на 500 тыс. руб. От 55 % до 59 % — 600 тыс. руб. Если свыше 60 % — 1 млн руб., 1 млн на районную ветеранскую организацию.— http://www.kommersant.ru/doc/1807525

…без голосования за «Единую Россию», нам этого не дадут. Потому что сегодня, начиная с самого верха, с федерации, распределение всех денег, всех ресурсов идёт именно так… Кто сегодня поддерживает действующую власть, а «Единая Россия» — это партия власти, кто её поддерживает, тому и добавляют и денежные средства и увеличивают финансирование.

Я не нарушаю закон, потому что на сегодняшний день являюсь членом партии ЕР, я являюсь членом Генерального Совета партии «Единая Россия», я был секретарем Политсовета Удмуртского регионального отделения партии «Единая Россия», я назначен партией «Единая Россия» на должность, которую, я занимаю: за меня 75 процентов депутатов, которые сегодня состоят в Городской думе, а это члены партии «Единой России», проголосовали 100 процентов. Поэтому я имею полное право морально, и любое другое сегодня говорить и убеждать и просить вас всех голосовать за эту партию, потому что никакой другой партии я в принципе не знаю.

### Реакция
В руководстве «Единой России» дистанцировались от заявлений главы администрации Ижевска и члена генсовета партии Дениса Агашина, заявив, что глава Ижевска не является кандидатом в депутаты от партии и проводил встречу с представителями ветеранских организаций «по своей инициативе». Денис Агашин утверждает, что это его «личная инициатива», которая была озвучена в «нерабочее время». Однако, на сайте «Известий» обратили внимание, что запись сделана в понедельник, 14:10.
Первый секретарь Удмуртского республиканского комитета КПРФ Владимир Бодров сообщил, что КПРФ направит обращение в Центральную избирательную комиссию с требованием провести разбирательство в отношении главы администрации Ижевска Дениса Агашина. «Мы уже подготовили соответствующие документы и приложили к ним доказательную видеозапись.»
Удмуртское отделение партии «Патриоты России» пообещало обратится в Следственный комитет Удмуртской республики с требованием возбудить уголовное дело в отношении главы администрации Ижевска.
Первый заместитель руководителя фракции «Справедливой России» Оксана Дмитриева заявила, что «фактически это подрыв конституционного строя, ведь это давление на волеизъявление граждан».
31 октября председатель партии «Яблоко» Сергей Митрохин направил в ЦИК телеграмму с требованием наказать избирательное объединение — партию «Единая Россия». Он предложил квалифицировать действия Агашина как подкуп избирателей. По его словам, правонарушение совершено должностным лицом партии, участвующей в выборах. Также Сергей Митрохин направил обращение генеральному прокурору и призвал депутатов городской думы Ижевска инициировать отставку Дениса Агашина.
По мнению аналитиков сайта gazeta.ru «Казус Агашина, как и уникальные по скандальности даже для современной России муниципальные выборы в Санкт-Петербурге /…/отражают „тренд эпохи“.»
По данным сайте «демагогия.ру» Агашин занял первое место по итогам октябрьского голосования в номинации «незаконная агитация с элементами подкупа».
В январе 2012 года журнал «Своё дело» назвал выступление Агашина «Скандалом года».
На сайте газеты «The Washington Post» скандал был приведен в качестве примера растущей роли смартфонов в политической жизни российского общества:

Это была небольшая победа в бою с предвыборными нарушениями в России, которая показывает растущую важность электронного мониторинга, обычных граждан, вооруженных смартфонами, диктофонами и камерами.
Оригинальный текст (англ.)– It was a small victory in the fight against electoral malfeasance in Russia, one that has underscored the increasing potency of a new kind of election monitor here: common citizens armed with smartphones, digital recorders and cameras.
— A New Kind of Election Monitor in Russia, the Smartphone
В 2013 году скандал с подкупом был упомянут в книге Елены Чебанковой «Civil Society in Putin’s Russia».

### Судебное решение
18 ноября 2011 г. Ленинский районный суд Ижевска признал Агашина виновным в незаконной агитации и назначил ему штраф в 2 тысячи рублей.